# Lista de membros do secretariado de Geraldo Alckmin
Esta lista contém o rol daqueles que integram o gabinete do primeiro governo Geraldo Alckmin ordenados pela data em que tomaram posse, ou continuaram a exercer o cargo político, a partir da vacância do cargo de governador com a morte de Mário Covas.

## Secretários Estaduais[1]
| Secretarias do Estado de São Paulo              | Secretarias do Estado de São Paulo  | Secretarias do Estado de São Paulo | Secretarias do Estado de São Paulo | Secretarias do Estado de São Paulo | Secretarias do Estado de São Paulo | Secretarias do Estado de São Paulo |
| Secretaria                                      | Incumbente                          | Foto                               | Partido                            | Início do mandato                  | Fim do mandato                     | Referências                        |
| ----------------------------------------------- | ----------------------------------- | ---------------------------------- | ---------------------------------- | ---------------------------------- | ---------------------------------- | ---------------------------------- |
| Administração Penitenciária                     | Nagashi Furukawa                    |                                    | Independente                       | 6 de março de 2001                 | 31 de março de 2006                | [ 1 ]                              |
|                                                 |                                     |                                    |                                    |                                    |                                    |                                    |
| Agricultura e Abastecimento                     | Lourival Carmo Mônaco               |                                    | Independente                       | 6 de março de 2001                 | 31 de dezembro de 2002             |                                    |
| Agricultura e Abastecimento                     | Duarte Nogueira                     |                                    | PSDB                               | 1° de janeiro de 2003              | 31 de março de 2006                | [ 1 ]                              |
|                                                 |                                     |                                    |                                    |                                    |                                    |                                    |
| Assistência e Desenvolvimento Social            | Maria Helena Guimarães de Castro    |                                    | Independente                       | 6 de março de 2001                 | 31 de março de 2006                | [ 1 ]                              |
|                                                 |                                     |                                    |                                    |                                    |                                    |                                    |
| Casa Civil                                      | Arnaldo Madeira                     |                                    | PSDB                               | 6 de março de 2001                 | 31 de março de 2006                | [ 1 ]                              |
|                                                 |                                     |                                    |                                    |                                    |                                    |                                    |
| Casa Militar                                    | Olavo Sant'Anna                     |                                    | Independente                       | 6 de março de 2001                 | 21 de setembro de 2001             | [ 2 ]                              |
| Casa Militar                                    | Roberto Allegretti                  |                                    | Independente                       | 21 de setembro de 2001             | 31 de março de 2006                | [ 1 ]                              |
|                                                 |                                     |                                    |                                    |                                    |                                    |                                    |
| Ciência, Tecnologia e Desenvolvimento Econômico | João Carlos de Souza Meirelles      |                                    | Independente                       | 6 de março de 2001                 | 31 de março de 2006                | [ 1 ]                              |
|                                                 |                                     |                                    |                                    |                                    |                                    |                                    |
| Comunicação                                     | João Mellão Neto                    |                                    | PFL                                | 1° de janeiro de 2003              | 26 de junho de 2003                | [ 1 ] [ 3 ]                        |
| Comunicação                                     | José Olyntho Machado                |                                    | Independente                       | 26 de junho de 2003                | 31 de março de 2006                | [ 4 ]                              |
|                                                 |                                     |                                    |                                    |                                    |                                    |                                    |
| Cultura                                         | Marcos Mendonça                     |                                    | Independente                       | 6 de março de 2001                 | 1° de janeiro de 2003              |                                    |
| Cultura                                         | Cláudia Costin                      |                                    | Independente                       | 1° de janeiro de 2003              | 3 de maio de 2005                  | [ 1 ]                              |
| Cultura                                         | João Batista de Andrade             |                                    | PPS                                | 3 de maio de 2005                  | 31 de março de 2006                | [ 5 ]                              |
|                                                 |                                     |                                    |                                    |                                    |                                    |                                    |
| Educação                                        | Rose Neubauer                       |                                    | Independente                       | 6 de março de 2001                 | 9 de abril de 2002                 | [ 6 ]                              |
| Educação                                        | Gabriel Chalita                     |                                    | PSDB                               | 9 de abril de 2002                 | 31 de março de 2006                | [ 1 ]                              |
|                                                 |                                     |                                    |                                    |                                    |                                    |                                    |
| Emprego e Relações do Trabalho                  | Walter Barelli                      |                                    | Independente                       | 6 de março de 2001                 | 17 de março de 2002                |                                    |
| Emprego e Relações do Trabalho                  | Fernando Leça                       |                                    | Independente                       | 18 de março de 2002                | 1° de janeiro de 2003              |                                    |
| Emprego e Relações do Trabalho                  | Francisco Prado de Oliveira Ribeiro |                                    | PTB                                | 1° de janeiro de 2003              | 31 de março de 2006                | [ 1 ]                              |
|                                                 |                                     |                                    |                                    |                                    |                                    |                                    |
| Energia                                         | Mauro Guilherme Jardim Arce         |                                    | PSDB                               | 6 de março de 2001                 | 31 de março de 2006                | [ 1 ]                              |
|                                                 |                                     |                                    |                                    |                                    |                                    |                                    |
| Fazenda                                         | Yoshiaki Nakano                     |                                    | Independente                       | 6 de março de 2001                 | 16 de março de 2001                |                                    |
| Fazenda                                         | Fernando Maida Dall'Aqua            |                                    | Independente                       | 17 de março de 2001                | 31 de dezembro de 2002             |                                    |
| Fazenda                                         | Eduardo Guardia                     |                                    | Independente                       | 1° de janeiro de 2003              | 31 de março de 2006                | [ 1 ]                              |
|                                                 |                                     |                                    |                                    |                                    |                                    |                                    |
| Habitação                                       | Francisco Prado de Oliveira Ribeiro |                                    | Independente                       | 6 de março de 2001                 | 31 de dezembro de 2002             |                                    |
| Habitação                                       | Barjas Negri                        |                                    | PSDB                               | 1° de janeiro de 2003              | 31 de dezembro de 2004             | [ 1 ]                              |
| Habitação                                       | Marcelo Cardinale Branco            |                                    | Independente                       | 1° de janeiro de 2004              | 31 de março de 2006                |                                    |
|                                                 |                                     |                                    |                                    |                                    |                                    |                                    |
| Justiça                                         | Edson Luiz Vismona                  |                                    | Independente                       | 6 de março de 2001                 | 23 de janeiro de 2002              |                                    |
| Justiça                                         | Alexandre de Moraes                 |                                    | Independente                       | 24 de janeiro de 2002              | 14 de maio de 2005                 | [ 1 ]                              |
|                                                 |                                     |                                    |                                    |                                    |                                    |                                    |
| Juventude, Esporte e Lazer                      | Lars Schmidt Grael                  |                                    | Independente                       | 1° de janeiro de 2003              | 31 de março de 2006                | [ 1 ]                              |
|                                                 |                                     |                                    |                                    |                                    |                                    |                                    |
| Meio Ambiente                                   | José Goldemberg                     |                                    | Independente                       | 1° de janeiro de 2002              | 31 de março de 2006                | [ 7 ]                              |
|                                                 |                                     |                                    |                                    |                                    |                                    |                                    |
| Economia e Planejamento                         | Franco Montoro Filho                |                                    | Independente                       | 6 de março de 2001                 | 3 de fevereiro de 2002             |                                    |
| Economia e Planejamento                         | Jacques Marcovitch                  |                                    | Independente                       | 4 de fevereiro de 2002             | 31 de dezembro de 2002             | [ 8 ]                              |
| Economia e Planejamento                         | Andrea Calabi                       |                                    | Independente                       | 1° de janeiro de 2003              | 31 de março de 2006                | [ 1 ]                              |
|                                                 |                                     |                                    |                                    |                                    |                                    |                                    |
| Saúde                                           | José da Silva Guedes                |                                    | Independente                       | 6 de março de 2001                 | 27 de dezembro de 2002             |                                    |
| Saúde                                           | Luiz Roberto Barradas Barata        |                                    | Independente                       | 27 de dezembro de 2002             | 31 de março de 2006                | [ 1 ]                              |
|                                                 |                                     |                                    |                                    |                                    |                                    |                                    |
| Segurança Pública                               | Saulo de Castro Abreu Filho         |                                    | PSDB                               | 21 de janeiro de 2002              | 31 de março de 2006                | [ 1 ]                              |
|                                                 |                                     |                                    |                                    |                                    |                                    |                                    |
| Transportes                                     | Antônio Rubens Costa de Lara        |                                    | PSDB                               | 6 de março de 2001                 | 31 de dezembro de 2002             |                                    |
| Transportes                                     | Dario Rais Lopes                    |                                    | Independente                       | 1° de janeiro de 2003              | 31 de março de 2006                |                                    |
|                                                 |                                     |                                    |                                    |                                    |                                    |                                    |
| Transportes Metropolitanos                      | Claudio de Senna Frederico          |                                    | Independente                       | 6 de março de 2001                 | 1° de agosto de 2001               | [ 9 ] [ 10 ]                       |
| Transportes Metropolitanos                      | Jurandir Fernandes                  |                                    | Independente                       | 1° de agosto de 2001               | 31 de março de 2006                | [ 10 ]                             |